# Jean-Marc Nattier
Jean-Marc Nattier (Parigi, 17 marzo 1685 – Parigi, 7 novembre 1766) è stato un pittore francese.

## Biografia

### Primi anni
Jean-Marc Nattier non ebbe una carriera rapida e facile. Per arrivare alla fama dovette lottare per tutta la vita. Apparteneva ad una di quelle famiglie di artisti che si tramandavano di padre in figlio la pratica dell'arte. Il padre Marc Nattier, membro dell'Accademia reale, era un ritrattista che si ispirava alla scuola di Claude Lefèbvre. La madre Marie Courtois era una miniaturista. Rimasta paralitica a 22 anni, ciò non le impedì di mettere al mondo due figli, Jean-Baptiste e Jean-Marc.
Suo illustre protettore fu il pittore di storia Jean Jouvenet, professore e poi direttore dell'Accademia reale, dove il padre lo inviò, giovanissimo, ad apprendere l'arte. Jean-Marc vinse il premio di disegno a 15 anni, ottenendo la pensione degli allievi. Fu così incaricato nel 1703 di disegnare, nella galleria del Palazzo del Lussemburgo, il famoso seguito delle opere del Rubens, il Ciclo di Maria de' Medici, regina di Francia, e successivamente farle incidere, con il permesso di Luigi XIV, che aveva già avuto modo di apprezzare il suo talento. Nell'esecuzione dei 24 disegni si fece aiutare dal fratello Jean-Baptiste che, coinvolto nel processo Deschaffours, si suiciderà tagliandosi la gola prima di essere bruciato al rogo a Place de Grève(1726). Quest'opera, completata nel 1710, gli diede notorietà, anche se ricevette qualche critica. Appena terminato questo grande lavoro gli fu proposto da Jouvenet di recarsi all'Accademia di Francia a Roma. Gli impegni di lavoro e una certa dose di pigrizia lo portarono a rifiutare, anche se in seguito ebbe a pentirsene, soprattutto per la sua ambizione, mai dimenticata, di diventare un pittore di storia. Ma la sua vita doveva seguire un altro percorso.
Nel maggio del 1715 la sua domanda per diventare membro dell'Accademia reale fu accettata, anche se il quadro che gli fu commissionato da Antoine Coypel per l'ammissione non sarà consegnato che nell'ottobre del 1718. Nel 1717 Nattier accettò l'invito dello Zar e partì per Amsterdam per raggiungere la Corte di Pietro il Grande, poi si spostò all'Aia con l'ordine di fare il ritratto dell'imperatrice Caterina. La zarina ne fu entusiasta e scrisse allo Zar che chiese a Nattier di recarsi a Parigi dove l'artista iniziò il dipinto di Pietro il Grande. Ma al successivo invito di seguirlo in Russia Nattier rifiutò. Uomo di modeste abitudini ed affezionato al suo quartiere, ebbe paura di un viaggio in una terra troppo lontana, che si diceva popolata da barbari. Lo Zar, non abituato a rifiuti, ruppe definitivamente i rapporti con il pittore francese.
Anche Nattier cadde nella trappola del Sistema di Law, che portò alle stelle e poi polverizzò moltissime ricchezze private nel 1720. Fu costretto in questo momento della sua vita ad eseguire ritratti malpagati ed ordini di ogni genere. Per sua fortuna nel 1721 fu associato da un suo amico, Jean-Baptiste Massé, ad un'opera di incisione, per la riproduzione dei dipinti della Grande Galleria di Versailles e dei Saloni della Guerra e della Pace.
Nel 1724 si sposò con una ragazza di 16 anni, Marie-Madeleine de la Roche, figlia di un moschettiere del re, abituata ad una vita agiata, da cui ebbe numerosa prole. Questo matrimonio diede molta felicità a Nattier, ma a causa della sua assoluta incapacità nella gestione dei propri guadagni, gli procurerà problemi finanziari per tutta la vita.

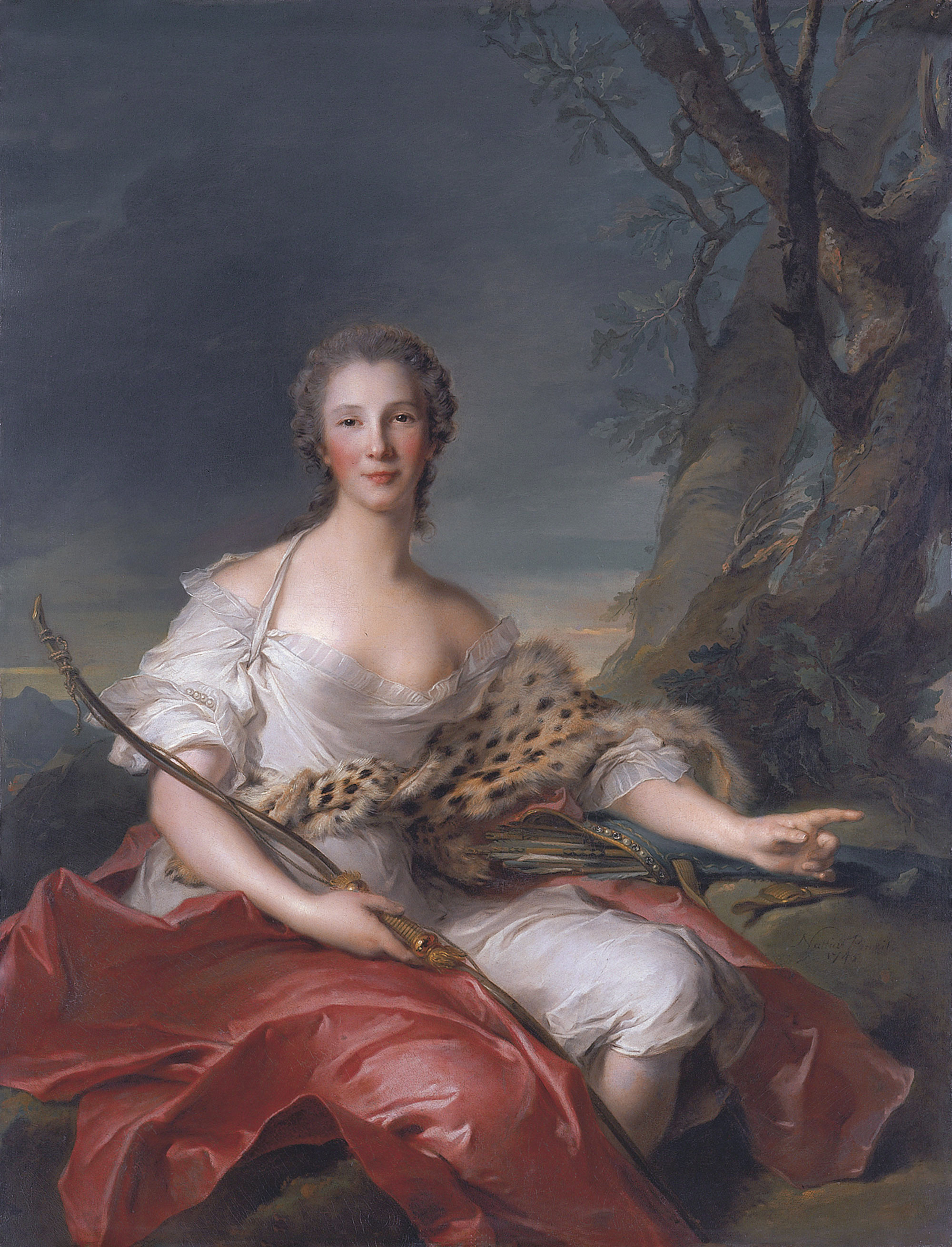
Madame Bouret,1749

### Il successo
A Parigi un artista talentuoso e molto ricercato era Jean Raoux, che eseguiva in paesaggi immaginari ritratti di dame vestite di seta e satin. Accorrevano nel suo studio attrici di teatro, borghesi e persino le grandi dame di Corte. Jean-Marc, che a 40 anni passati aspettava ancora la grande occasione, si affrettò ad imitare le opere estrose del suo collega, ornandole con una composizione allegorica più esagerata. Quando Nattier produsse i suoi primi capolavori, il successo fu immediato con i dipinti di Mademoiselle de Clermont (Maria Anna di Borbone-Condé) del 1729 e di Mademoiselle de Lambesc (Giovanna Luisa di Lorena) del 1732. Queste opere aumentarono di molto la sua fama e il mondo della Corte cominciò ad interessarsi a lui. Il Gran Priore, Gian Filippo d'Orléans gli affidò il compito di portare a termine la decorazione della Galleria della Maison du Temple nel dicembre 1734. Grazie alle sue relazioni con i principi di Lorena i suoi guadagni furono assicurati per molto tempo. Nel 1740 la duchessa di Mazarin-de la Porte, molto influente a Corte, lo chiamò per fare il ritratto delle sue cugine: Hortense de Mailly marchesa di Flavacourt e Marie-Anne de Mailly marchesa de la Tournelle, futura favorita del re. Queste due opere, molto importanti per la sua carriera, gli aprirono le porte di Versailles. Nel 1742 la regina gli ordinò di iniziare il ritratto di Madame Henriette de France, allora quindicenne. Questo dipinto piacque molto alla famiglia reale, ed ebbe così il prestigioso incarico di fare il ritratto di sua maestà Luigi XV. Subito dopo cominciò a lavorare per le principesse, che dipingerà a tutte le età, rimediando alla mancanza di fascino di alcune, esaltando, con il suo straordinario talento, la femminilità delle altre. Nel settembre 1737 si era aperto per la prima volta agli artisti il Salone del Louvre, dove Nattier espose le sue opere per tutta la vita. Al Salone del 1745 l'artista presentò nuove composizioni con le duchesse di Francia nelle vesti di Ebe (divinità della giovinezza), ritratti che vogliono esprimere eterna bellezza. Persino Charles-Nicolas Cochin, direttore delle Belle Arti e suo buon amico, ne parlerà come moda del ridicolo. Ma fu l'esposizione più importante per l'artista, con il dipinto di Maria Adelaide di Francia, allora tredicenne, nelle vesti di Diana, che fece di lui il ritrattista preferito dalle principesse. Eseguì poi i ritratti delle figlie adolescenti di Luigi XV, all'Abbazia di Fontevrault, luogo di educazione delle principesse Victoire, Sophie e della piccola Louise. Fu allora che ebbe l'onore di essere chiamato dalla regina, che a 45 anni decise di farsi ritrarre per l'ultima volta. Dopo le tele di Alexis Simon Belle, Jean-Baptiste van Loo e Louis Tocqué, per la prima volta Maria Leszczyńska rifiutò l'abito di Corte. Il dipinto mostra tutta l'eleganza e la grazia della regina di Francia. Esposto al salone del 1748 ebbe enorme successo. I critici che non amavano gli artifici di Nattier furono obbligati ad applaudire questo intimo ritratto di splendida fattura.

### Il declino
Con il Salone del 1748 Nattier aveva raggiunto il momento di massimo splendore della sua carriera. Ma con l'età che avanzava e di fronte ad uno straordinario incremento di ordini (con committenti che venivano anche dall'estero per un ritratto) si abbandonò ad una eccessiva facilità di esecuzione. Possiamo constatare che molte tele del Nattier dopo il 1950 sono spesso di qualità molto scarsa. Al Salone del 1953 troviamo il ritratto della splendida Madame Boudrey, ed al Salone del 1755 il ritratto di Madame Henriette con la viola che fu il suo canto del cigno. Ancora da notare al Salone del 1957 la bella Manon Balletti che Giacomo Casanova aveva sognato di sposare. Ma la sua carriera era terminata. Lo stile di cui era stato il più famoso interprete era ormai fuori moda. La morte del figlio Jean-Frédéric, anche lui pittore, annegato nelle acque del Tevere nel 1754, lo aveva segnato profondamente. Ormai vecchio, abbandonato dal favore del pubblico e gravemente malato, lavorava solo per bisogno. Per fortuna l'Amministrazione dei "Bâtiments du Roi" non lo abbandonerà, facendogli ottenere una piccola pensione, e Cochin come segretario perpetuo dell'Accademia gli procurerà una gratifica di 3000 lire.
L'anno seguente l'idropisia peggiora e nel luglio del 1762 lo costringe al letto, che non lascerà più. Morirà il 7 settembre 1766.
Dopo la morte il discredito nei confronti di Nattier non poteva che aumentare. L'epoca che disprezzò Antoine Watteau, Jean-Honoré Fragonard e François Boucher non poteva certo risparmiarlo. Con la rivoluzione francese i ritratti dei nobili finiscono nei granai tra i topi, e le tele di Nattier sono vendute a vile prezzo, se non distrutte. Quelle appartenenti al re vanno ad accatastarsi nei magazzini di Versailles e del Louvre. L'artista finisce così nell'oblio. Le sue opere ricompaiono solo nel 1845, nella vendita della collezione Cypierre, con altre tele di Fragonard e Boucher. Ma è solo alla fine dell'800 con il rifacimento dei cataloghi delle collezioni di Versailles, che l'artista torna all'attenzione del grande pubblico e, attraverso i decenni, al posto che gli compete, nelle più grandi collezioni e nei musei più importanti. L'esposizione monografica dedicata a Jean-Marc Nattier al Castello di Versailles nel 1999, sotto la direzione scientifica di Xavier Salmon, direttore del dipartimento di Arti grafiche del Louvre, costituisce l'ultimo omaggio all'artista.

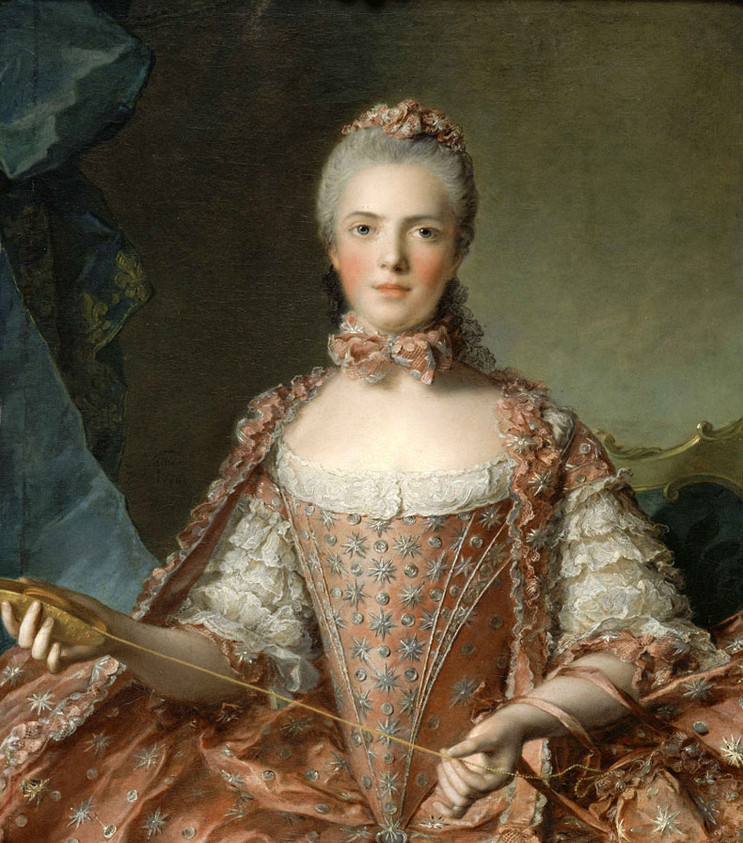
Ritratto di Adelaide di Borbone-Francia, 1756, Versailles

## Il pittore della bellezza
(Jacques Thuillier)
Se nel XVIII secolo fu grande la sobrietà nella prosa francese, non si ebbe lo stesso gusto nel campo delle arti. L'epoca che non poteva apprezzare il ritratto realistico di Jean-Étienne Liotard metteva invece in gran pregio opere artefatte e pompose. La donna che da sempre ama l'artificio non lo ha mai cercato più di allora, trovandolo nelle tele di Nattier destinate a celebrarla. L'approccio ai ritratti maschili è differente, gli uomini sono dipinti con un maggior senso di intensità psicologica. Un'eccezione a questa regola è il pastello raffigurante Madame Royer, dove l'artista descrive l'intelligenza e la determinazione della donna che assumerà la direzione del Concert Spirituel a Parigi.
Non bisogna porre un giudizio critico su Nattier in base all'osservazione di alcune sue opere mediocri che troviamo in collezioni private e persino in alcuni musei. Si resta invece colpiti nell'esaminare i suoi migliori dipinti, quando la sua arte tocca punte di eccellenza. Se non raggiunge i livelli dei più grandi ritrattisti del secolo, come Hyacinthe Rigaud o Nicolas de Largillière, egli rimane incontestabilmente un maestro. Alcune qualità nel dipingere appartengono solo a lui, così il fascino dei sorrisi delle principesse reali e delle più belle dame di Corte. Le opere di Nattier sono lo specchio dei suoi tempi, egli ci mostra la donna francese del XVIII secolo, contemporanea di Casanova e Voltaire, nell'epoca del rouge e della cipria. Le sue tele ci rimangono ad eterna testimonianza della Francia di Luigi XV, fatta di sfarzo eleganza e raffinatezza, e "dipinte con una affettazione che non si nasconde, mentre l'artista sorride dei propri artifici" (Pierre de Nolhac)

## Galleria di ritratti

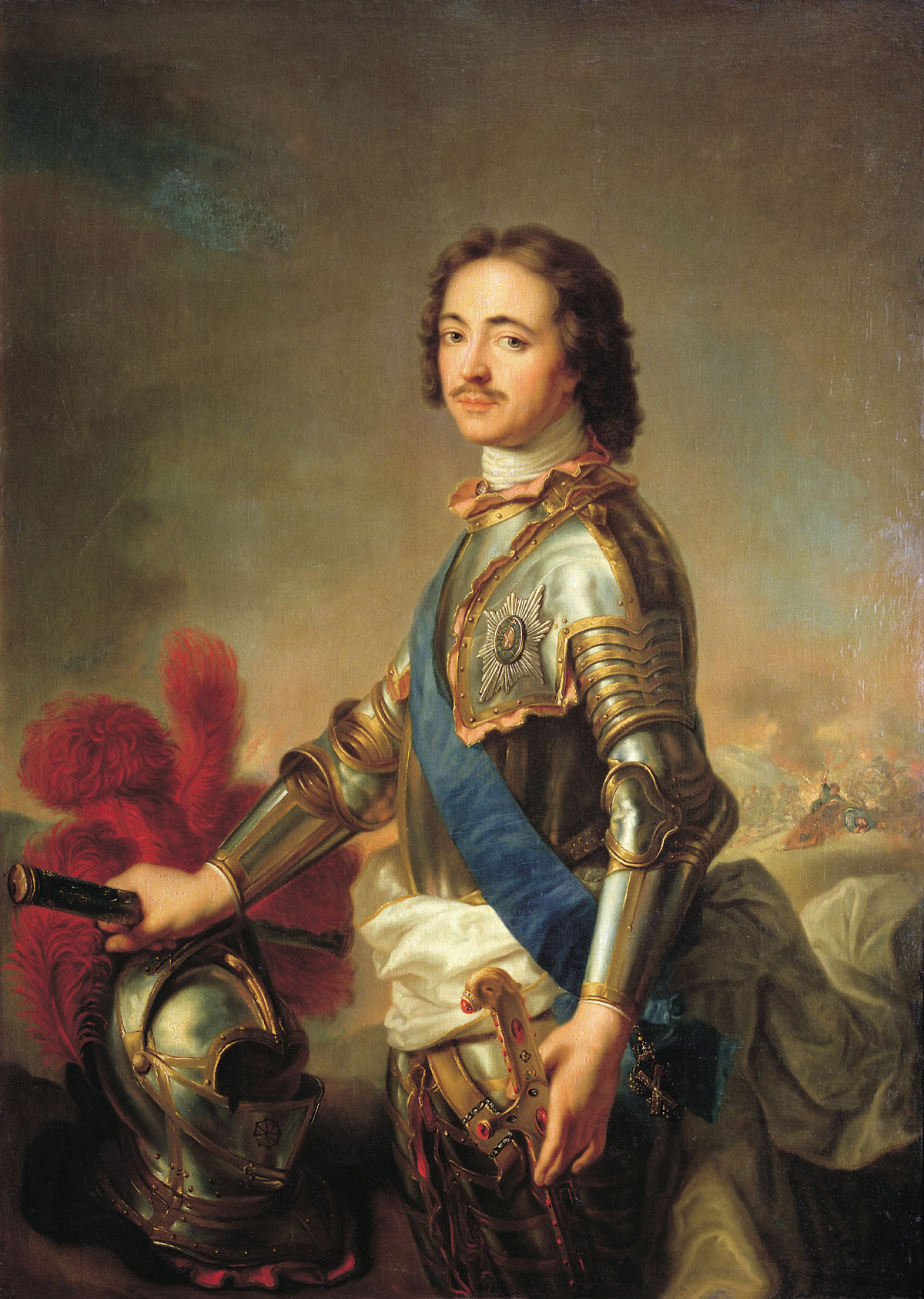
Pietro I di Russia 1717 ca, copia
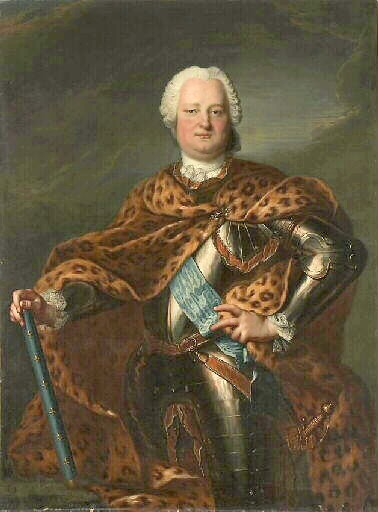
Stanislao Leszczyński, re di Polonia 1730 Museo di Digione
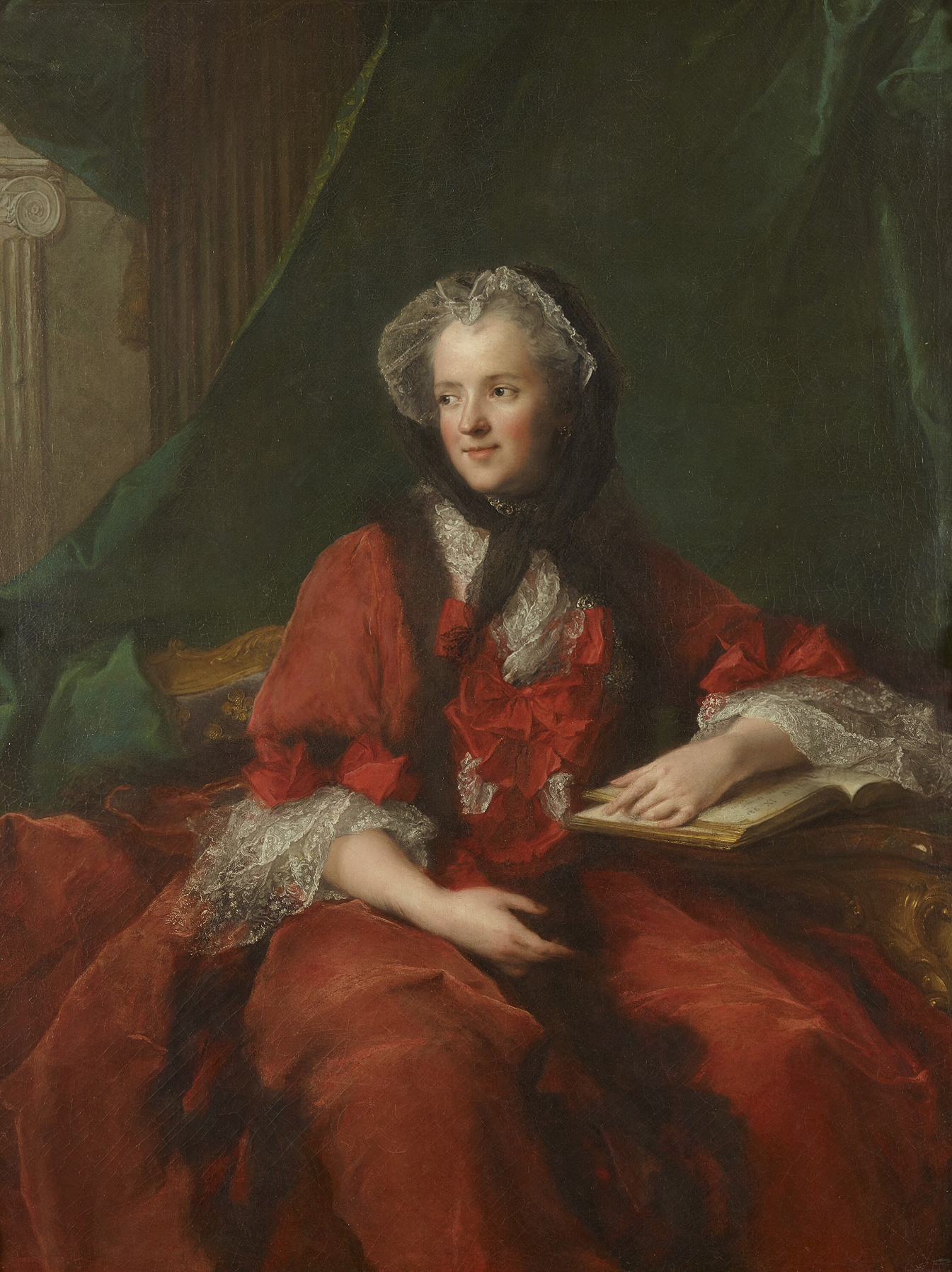
Maria Leszczyńska, regina di Francia 1748 Reggia di Versailles
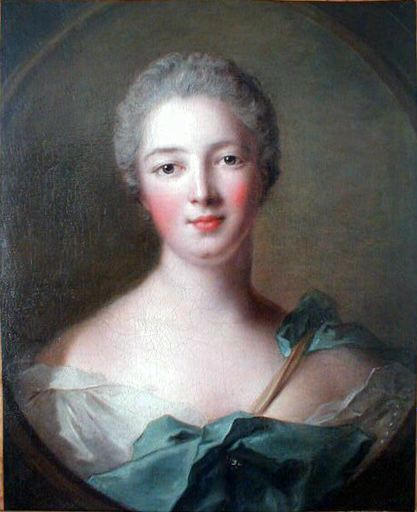
Madame de Pompadour 1748 Musée de l'hôtel Sandelin
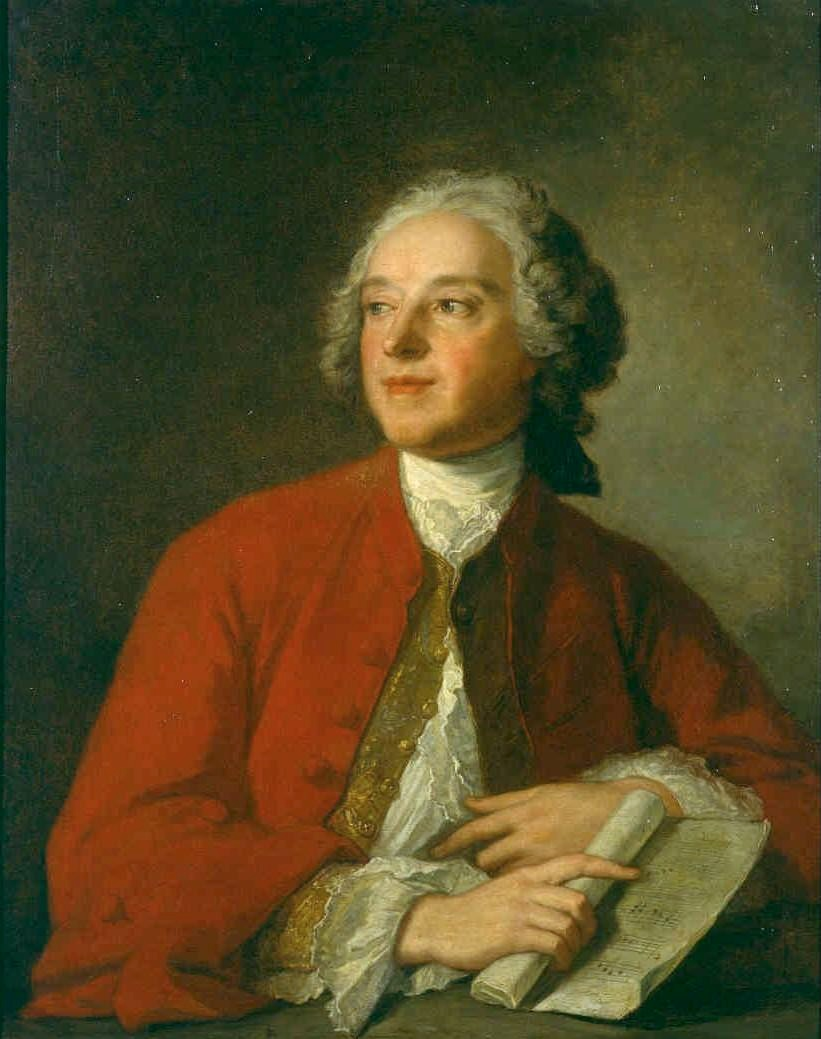
Beaumarchais 1755, copia Comédie-Française
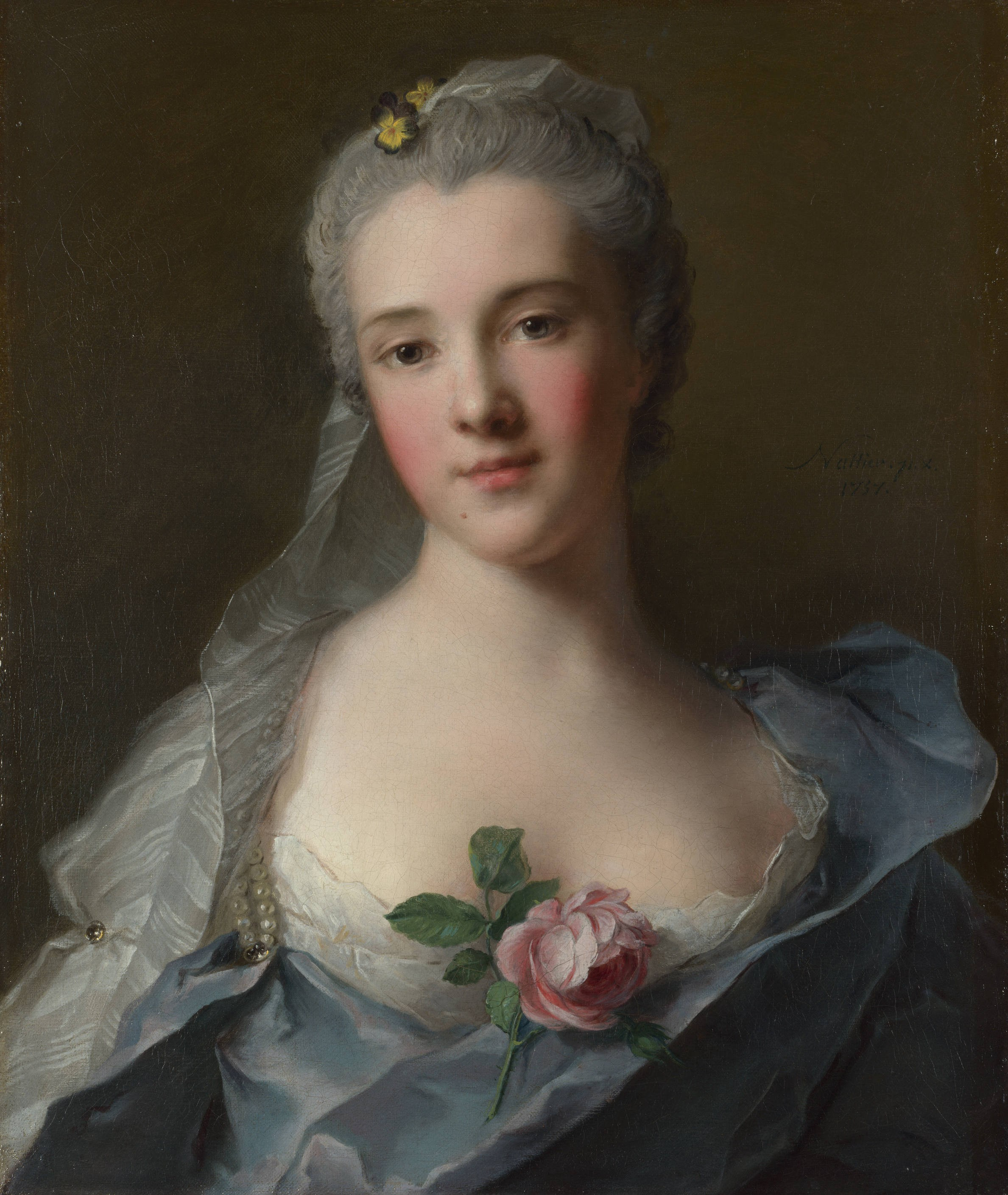
Manon Balletti 1757 National Gallery
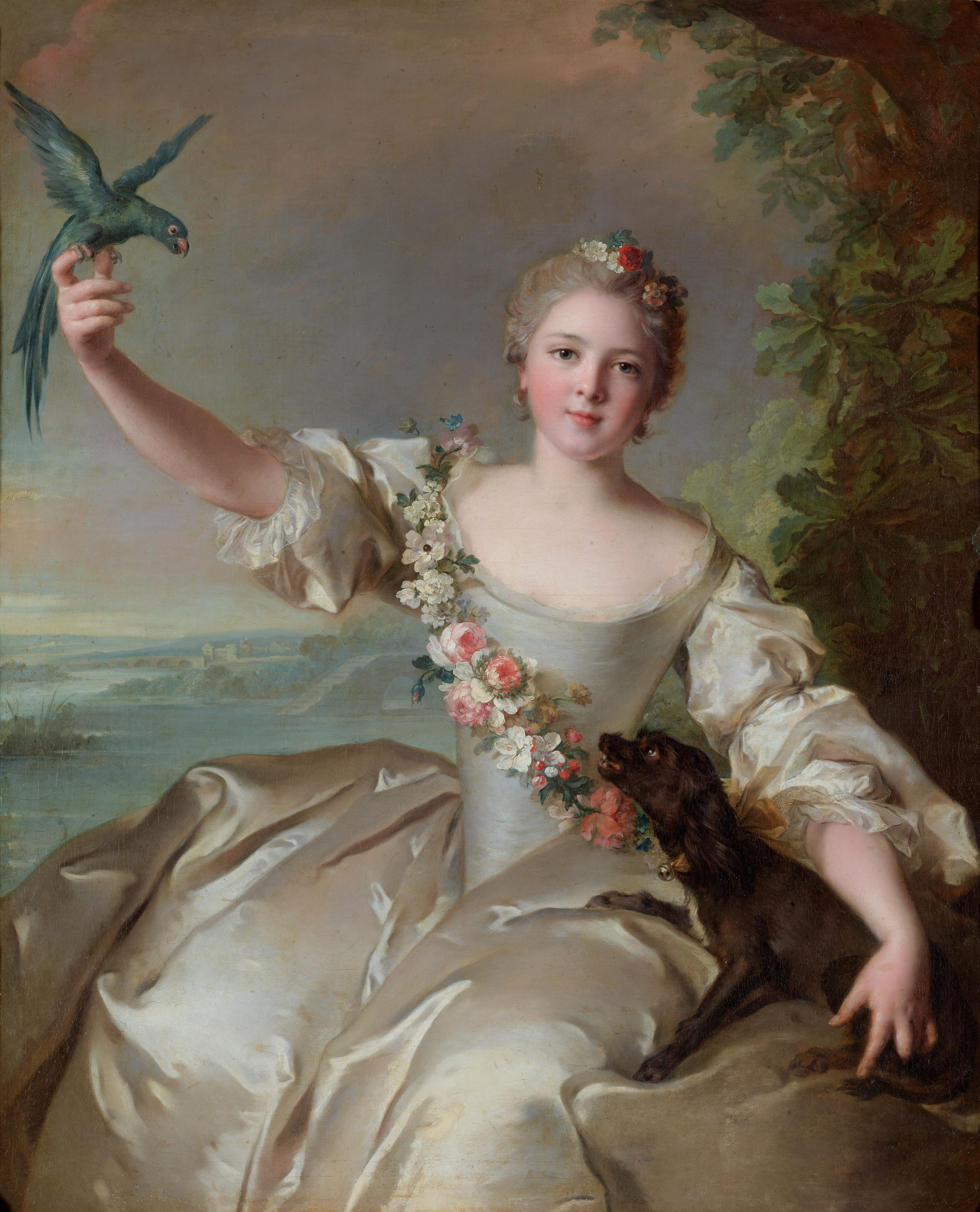
Ritratto di Mathilde de Canisy, marchesa d'Antin 1738 Musée Jacquemart-André